# Rosa oxyodon
Rosa oxyodon es una especie de planta del género Rosa, de la familia Rosaceae.

## Taxonomía
Rosa oxyodon fue descrita por Boiss. en 1872.

## Distribución
Se encuentra en el territorio de Cáucaso septentrional y Transcaucasia.